# Yoshihiko Ōsaki
Yoshihiko Ōsaki (大崎剛彦?, Ōsaki Yoshihiko; Wajima, 27 febbraio 1939 – Suita, 28 aprile 2015) è stato un nuotatore giapponese.
Alle olimpiadi di Roma del 1960 vinse la medaglia d'argento nei 200 metri rana e la medaglia di bronzo nella 4x100 misti.
Osaki morì di polmonite interstiziale, all'età di 76 anni. Gli sono sopravvissute due figlie, un figlio, e la moglie Yoshiko Satō, collega maestra e nuotatrice olimpica, vincitrice di sette medaglie d'oro ai Giochi asiatici.

## Palmarès
- Giochi Olimpici

Roma 1960: argento nei 200 m dorso e bronzo nei 4x100 misti.